# Довгань Антоніна Демидівна
Антоніна Демидівна Довгань (нар. 19 листопада 1926 — ?) — українська радянська діячка, новатор сільськогосподарського виробництва, зоотехнік Ждановської МТС та колгоспу «За мир» Магдалинівського району Дніпропетровської області. Депутат Верховної Ради УРСР 4—5-го скликань.

## Біографія
Здобула вищу сільськогосподарську освіту.
До 1953 року — зоотехнік Магдалинівського районного відділу сільського господарства Дніпропетровської області.
У 1953—1958 роках — зоотехнік Ждановської машинно-тракторної станції (МТС) по колгоспу «За мир» Магдалинівського району Дніпропетровської області.
З 1958 року — зоотехнік колгоспу «За мир» смт. Магдалинівки Магдалинівського району Дніпропетровської області.
Потім — на пенсії у селі Оленівці Магдалинівського району Дніпропетровської області.

## Нагороди
- орден Леніна (26.02.1958)
- медалі